# 路易一世 (摩納哥)
路易一世（法語：Louis Ier，1642年7月25日—1701年1月3日），摩納哥親王，1662年至1701年在位。

## 家庭
1660年，路易與凱瑟琳·夏洛特·德·格拉蒙結婚，兩人共有1子2女：
1. 安托萬一世（1661年—1731年）
2. 安妮·希波莉特（1667年—1700年）
3. 法蘭索瓦絲·奧諾蕾（法语：François Honoré de Grimaldi）（1669年—1748年）